# Plijenori
Plijenori (morski gnjurci; lat. Gaviidae) jedina su porodica iz reda Gaviiformes. U porodicu se svrstava četiri, odnosno pet vrsta, ovisno o tome može li se pacifički plijenor smatrati samostalnom vrstom ili je, kao što neki stručnjaci smatraju, samo podvrsta srednjeg plijenora. Ovaj se tekst odnosi istodobno na red, porodicu i rod. 

## Izgled
Plijenori su velike ptice, plivači i gnjurci, dugačke od 53 do 91 cm i rasponom krila između 106 i 152 cm. Težina im se kreće od 1 pa do 6,4 kg, ovisno o vrsti. To znači da su ove velike vrste značajno teže od gusaka (Anserinae). Od gnjuraca (Podicipedidae) razlikuju se prije svega potpunim plivaćim kožicama koje povezuju tri prema naprijed okrenuta prsta (anisodaktilija), kao i vrlo dobro vidljivim, iako kratkim, repom.

Perje je kod većine vrsta u vrijeme kad nose "svadbeno ruho" s gornje strane obojeno crno-bijelo, poput šahovske ploče, dok je s donje strane tijela gotovo bijelo. Kod svih vrsta glava i vrat živih su boja. Ovo upadljivo, raskošno obojeno perje zimi zamjenjuje perje neupadljivih boja. Vrlo je gusto i dobro izolira od hladnoće arktičkih i subarktičkih voda koje su njihovo prirodno stanište. Mnogo vremena posvećuju njezi perja, jer samo čisto, dobro njegovano perje omogućuje i dobru zaštitu. 
Mužjaci su nešto krupniji od ženki, no drugi, vidljivi spolni dimorfizam ne postoji. Mladi plijenori imaju cijelu godinu jednostavno obojeno perje kao odrasli zimi. Tek u dobi od oko tri godine perje dobiva tipične boje odraslih u vrijeme parenja i gniježđenja. 
Sve vrste imaju snažan, šilasti kljun i mala, isto šiljasta krila. Jako su dobri letači, ali kako su im noge smještene iza sredine tijela, vrlo teško i nespretno hodaju.

## Rasprostranjenost i životni prostor
Plijenori naseljavaju prije svega sjever holarktika, dakle tundru i tajgu u Kanadi, Aljaski Skandinaviji i Rusiji. Od pet, dvije vrste (crvenogrli i srednji plijenor) gnijezde se i u sjevernoj Europi. Ovdje im je južna granica pojavnosti sjeverna Irska, sjeverna Škotska i jug Norveške i Švedske. Veliki plijenor gnijezdi se prije svega na sjeveru sjeverne Amerike, ali i na Grenlandu i Islandu, dok žutokljuni plijenor to vrijeme provodi na sjeveroistoku Sibira i krajnjem sjeveru sjeverne Amerike.
Čitav svoj život plijenori provode na vodi ili u njenoj neposrednoj blizini. Velike vrste gnijezde se na dubokim, daleko u tundrama i borealnim područjima skrivenim jezerima, dok manje vrste u to vrijeme dolaze i na mala jezera, lokve i ribnjake. Za gnjezdište će plijenori dati prednost jezerskim otocima ako postoje. U rijetkim slučajevima crvenogrli i žutokljuni plijenori gnijezde se i u zaštićenim morskim uvalama ili riječnim deltama. 
Zimovališta su im, ovisno o vrsti, na obalama Europe, Azije i Sjeverne Amerike. U Europi to mogu biti između ostalog  Sjeverno i Baltičko more kao i sjeverni dijelovi Sredozemnog mora. U sjevernoj Americi zimovališta sežu na jug do kalifornijskog poluotoka i Floride, a u Aziji duž kineske obale do Hainana.
Grenlandske i islandske populacije plijenora mogu se zimi sresti na europskim obalama, a samo iznimno na velikim jezerima u unutrašnjosti. Češći su crvenogrli i srednji plijenor, koji se u većem broju okupljaju zimi na obalama srednje Europe. Obje vrste dolaze pojedinačno ili u manjim skupinama prije svega u vrijeme jesenske selidbe i na velikim jezerima duboko unutar srednjoeuropskog kopna. 
Posebno zanimljivo selidbeno ponašanje uočeno je kod sjevernosibirskih populacija srednjih plijenora. U jesen dolaze na Crno more, a selidbeni put u proljeće ide im prvo do Baltika, a zatim odatle na Bijelo more. Ovakvo selidbeno ponašanje, da ptice idu u jesen jednim, a u proljeće drugim putem, do sada je dokazano samo kod vrlo malog broja vrsta ptica.
U srednjoj Europi žutokljuni plijenor samo je rijedak, zalutali gost, dok pacifički plijenor u ovim područjima još nikada nije dokazano viđen.

## Način života

### Kretanje
Plijenori izvanredno dobro rone, sve do dubine od 75 metara, a pod vodom mogu provesti do osam minuta. No, najčešće zaranjaju do dubine od 2 do 10 metara, a pod vodom se rijetko zadržavaju dulje od jedne minute. Plijenori kreću pod vodu ravnim okomitim uronom, bez, kao neke druge vodene ptice, (kao na primjer gnjurci), kretanja prema naprijed usmjerenim skokom. Pod vodom se pokreću nogama, a vrlo rijetko pomažu se krilima.
Na suhom se kreću vrlo nespretno. Ne mogu stajati uspravno dulje vrijeme, nego se pritom naslanjaju na prsa. Nogama ne mogu hodati, nego se kreću kratkim, žabolikim skokovima koji su vrlo naporni i omogućuju prelaženje samo kratkih razdaljina.
Unatoč relativno kratkim krilima, plijenori su vrlo dobri letači, i mogu leteći prevaljivati vrlo velike razdaljine. Lete ispruženog vrata, glavu drže nešto niže od tijela, a noge su isto ispružene i strše iza repa. Gotovo uvijek uzlijeću s vode, a i slijeću na nju. Za uzlet im je potreban dugačak zalet, 50 do 100 metara. Jedino relativno malen crvenogrli plijenor može uzletjeti s kopna. To je razlog da u slučaju opasnosti ove ptice radije zaranjaju, jer pokušaj bijega uzletom ne bi bio dovoljno brz. 

### Prehrana
Plijenori se hrane gotovo isključivo malim do srednje velikim ribama koje love dok rone, i najčešće ih još pod vodom i pojedu. Vrlo rijetko jedu bilo što drugo, no ako jedu, onda to mogu biti žabe, rakovi, mekušci, crvi ili vodeni kukci. Postoje i slučajevi da se plijenori gnijezde na jezeru gdje nema riba. Tada privremeno promijene prehranu i hrane se samo mekušcima ili kukcima.
Ove ptice imaju vrlo rastezljiv jednjak što im omogućuje gutanje relativno velikog plijena. Tako veliki plijenori mogu progutati pastrve duge do 45 cm i teške do jednog kilograma. U rijetkim slučajevima može gutanje gutanje prevelikog plijena završiti i kobno. 

### Razmnožavanje
Plijenori žive monogamno. U vrijeme gniježdenja parovi dolaze ponovo na mjesto iz prethodne godine, a zajedno ostaju i u vrijeme seobe i na zimovalištima. No, ne gnijezde se svake godine. Otprilike svake četvrte godine gniježđenje izostaje. Nemaju kompleksan svadbeni ples. Novi parovi u vrijeme sparivanja izvode na vodi niz sinkroniziranih kretnji, dok je kod starijih parova i to ritualizirano ponašanje ograničenije.
Pare se na obali, a s parenjem započinju često odmah po dolasku na gnjezdište i nastavljaju idućih nekoliko dana. Ako se pare uvijek na istom mjestu, zbog toga se može na tlu napraviti manje udubljenje koje zatim često rabe za gradnju gnijezda. Grade ga od vodenog bilja i mahovine, a nalazi se uvijek neposredno uz vodu, gotovo nikad nije udaljenije od jednog metra.
Osim crvenogrlih plijenora koji su najmanji, sve druge vrste izrazito su teritorijalne životinje i vrlo agresivno brane svoj teritorij od svih nametljivaca. Najčešće je dovoljno prijeteće ponašanje da se nametljivac povuče. Rijetko dolazi do prave bitke, no ako do nje dođe, ona se vodi vrlo žestoko i moguće je da jedan od suparnika ugine, bilo od snažnih udaraca kljunom ili od utapanja. U borbi sudjeluju i mužjak i ženka domicilnog para, a pretpostavlja se da je razlog ovakve obrane teritorija nedovoljna količina ribe u jezeru za prehranu većeg broja mladunaca. Suprotno njima, crvenogrli plijenori gnijezde se vrlo blizu jedni drugima, a brane tek neposrednu okolinu gnijezda. 
Polažu jedno do tri jaja, a na njima sjede oba roditelja. Nakon valjenja, mladunci ostaju oko tri dana u gnijezdu prije nego uđu u vodu. Već u toj dobi mladunci mogu plivati i roniti. Često se odmaraju na leđima roditelja. Roditelji ih hrane do starosti od sedam tjedana, a ponekad i dulje. Jedan mladunac često se pokaže kao najsnažniji i uspije se izboriti za najveći dio hrane. U slučaju da hrane nema u izobilju, tada je često posljedica toga smrt slabijeg mladunca.
Nema pouzdanih spoznaja o očekivanom životnom vijeku ovih životinja. Crvenogrli i srednji plijenor doživljavaju više od deset, a katkad i dvadeset godina. Za jednog srednjeg plijenora dokazana je starost od 28 godina. S druge strane, do sad nije poznat niti jedan slučaj velikog plijenora starijeg od više od osam godina. No smatra se da to nije najveća moguća starost ovih životinja.
Ako u vrijeme leženja jaja dođe do snažnih kiša i podizanja razine vode u jezeru uz čiju se obalu nalazi gnijezdo, dolazi do plavljenja gnijezda zbog njegove velike blizine vodi i propasti jaja, jer ptice ne mogu, zbog svoje građe tijela, otići dovoljno daleko od obale da izbjegnu tu opasnost.
Nakon valjenja mladunaca, brigu o njima vode oba roditelja. Mladunci odmah nakon valjenja odlaze za roditeljima u vodu. Kako su mladunci još pokriveni paperjem koje nije vodonepropusno, ne mogu provesti mnogo vremena u vodi, a na kopno ne izlaze. Kad im se paperje natopi vodom, penju se na leđa jednog od roditelja. Prije nego što počnu hraniti podmladak ribicama, roditelji mladim ptićima uporno nude jedno svoje pero. Smatra se da im daju pero kako bi im to poslužilo kao zaštita od kosti ribe kojom se hrane. Istodobno, roditelji za njih love male ribice koje im nude i hrane ih.

### Prirodni neprijatelji
Odrasli plijenori imaju vrlo malo prirodnih neprijatelja. Jedino velike grabljivice mogu katkad uloviti plijenora. S druge strane, mladunce katkad ugrabe vrane ili gavrani, neki galeb, vidra ili velika riba.

## Ljudi i plijenori
Narodi sjevernih zemalja oduvijek imaju odnos prema ovim pticama. Eskimi ih love i njihovu kožu i perje koriste za izradu odjeće. Ovaj ograničeni lov nikada nije ugrožavao populacije plijenora. U Škotskoj se smatralo lošim znakom čuti glasanje plijenora.
Niti jedna vrsta plijenora nije ugrožena. No, ipak se bilježi smanjenje veličine populacija svih vrsta kao posljedica ljudskih aktivnosti u arktičkom ekosustavu. Za to su odgovorni betoniziranje obala, zagađenje voda i korištenje nekih vrsta ribolovnih mreža u koje se plijenori upletu i utope. U Sjevernoj Americi utvrđeno je da su čitave populacije do granice otrovanosti opterećene živom koju uzimaju s pojedenom ribom

## Sistematika
Sve danas recentne vrste plijenora svrstane su u jedan rod, Gavia, jedini rod porodice Gaviidae, koja je opet jedina u redu Gaviiformes. Prema tradicionalnom gledanju, svrstavani su u četiri, a prema novijim spoznajama, u pet vrsta:
- Plijenori (Gavia)

- Veliki plijenor (G. immer)
- Žutokljuni plijenor (G. adamsii)
- Crnogrli plijenor (G. arctica)
- Crvenogrli plijenor (G. stellata)
- Pacifički plijenor (G. pacifica)

Pacifički plijenor ranije je opisan kao podvrsta srednjeg plijenora, no danas se uglavnom smatra zasebnom vrstom.
Mogući kladogram jest:
```
Plijenori
 |-- Crvenogrli plijenor
 `-- N.N.
      |-- N.N.
      |    |-- Crnogrli plijenor
      |    `-- Pacifički plijenor
      |
      `-- N.N.
           |-- Veliki plijenor
           `-- Žutokljuni plijenor
```

Neke fosilne vrste iz ovog reda su:
- Gavia egeriana
- Gavia palaeodytes
- Gavia brodkorbi
- Gavia moldavica
- Gavia paradoxa
- Gavia concinna
- Gavia fortis
- Gavia howardae